# 単純群
数学において、単純群 (たんじゅんぐん、英: simple group) とは、自明でない正規部分群 (それ自身と自明群 (単位群 {e}) 以外の正規部分群) を持たず、またそれ自身も自明群ではない群である。単純群は自明でない正規部分群を持たないので当然直既約群であるが、直既約群は必ずしも単純群ではない (下の例参照)。
群に主組成列が存在すれば、有限個の直既約群の直積に一意的に分解される (クルル・レマク・シュミットの定理)。しかし、上記の理由により、必ずしも有限個の単純群の直積に分解されるとは限らない。もし、群が有限個の単純群の直積に分解可能であれば、その群は完全可約群または半単純群であるという。また、その場合に限って、主組成列の長さと直積の成分である単純群の個数は一致する。

## 例

### 有限単純群
3を法とした同値類(合同算術を参照)によってできる巡回群 G = Z/3Z は単純群である。H をこの群の部分群とすると、その位数(要素の数)は G の位数(3)の約数である必要がある。3は素数なので、約数は1と3のみである。よって H は G と一致するか、あるいは自明な群である。一方で、群 G = Z/12Z は単純群ではない。それぞれ0,4,8の法12における同値類を要素としてもつ集合Hは位数3の部分群であり、アーベル群の任意の部分群は正規部分群であるため、 H は正規部分群である。同様に、整数の加法群 Z は単純群ではない:偶数全体の集合は自明でない真の部分群であり、したがって正規部分群である。
同じような考察を任意のアーベル群に対して行うと、単純なアーベル群は素数位数の巡回群のみであることがわかる。非アーベル単純群に対する分類はずっと難解である。最小の非アーベル単純群は位数60の交代群 A5であり、任意の位数60の単純群は A5に同型である。二番目に小さい非アーベル単純群は位数168の射影特殊線型群PSL(2,7)であり、任意の位数168の単純群はPSL(2,7)に同型であることが証明できる。

### 無限単純群
無限交代群{\displaystyle A_{\infty }}、つまり整数全体の偶置換の群は単純群である。この群は有限群{\displaystyle A_{n}}の (標準埋め込み {\displaystyle A_{n}\to A_{n+1}}に関する) 単調増加列の合併として定義できる。ほかの無限単純群の族の例としては、{\displaystyle PSL_{n}(F)}({\displaystyle F}は体、{\displaystyle n\geq 3})がある。
有限生成である 無限単純群を構成するのはもっと難しい。最初の例はグラハム・ヒグマンによるもので、ヒグマン群の商群である。他の例は無限トンプソン群 T と V を含む。有限表示のねじれのない無限単純群はBurgerとMozesにより構成された。

### 直既約群であるが単純群ではない例
G を位数が素数の冪 pr (p は素数、r は2以上の自然数) である巡回群とすれば、G の自明でない部分群 (G 自身および自明群 {e} 以外の部分群) の位数は ps (s は 1 ≤ s < r である自然数) であり、これらの部分群をいかに直積で組み合わせても、位数が pr の元 (G の生成元) を含むような群にはならない。従って、G はこれ以上直積に分解することはできないので直既約群であるが、明らかに自明でない正規部分群を持つので単純群ではない。

## 分類
一般の単純群については分類はまだ存在しない。

### 有限単純群
有限単純群は、それがすべての有限群の「基本的な構成部品」となっているという意味で重要である。これは素数が整数の基本的な構成部品となっていることに似ている。これはジョルダン・ヘルダーの定理という、与えられた群の任意の二つの組成列は長さが等しく、順序と同型を除いて同じ因子を持つという定理が表現していることである。多くの共同研究によりダニエル・ゴレンスタインは1983年に有限単純群の分類が完成したと宣言したが、いくつかの問題が現れた (特に2004年に解決した、準薄群の分類)。
手短に言えば、有限単純群は18の族のいずれかに属するか、26の例外の一つであるかのどちらかに分類される。
- Cp – 素数位数の巡回群
- An – 交代群({\displaystyle n\geq 5})
交代群は一元体上のリー型の群と考えることもでき、その場合は次の族に分類することもできるので、非アーベル有限単純群の族はすべてリー型の群であるとも見なせる。
- リー型の群の16種類の族の一つ
ティッツ群（英語版）は一般的にこの形をしていると考えられる。しかし厳密にいえば、それはリー型の群ではなく、リー型の群の指数2の部分群である。
- 26種類の例外、散在群の一つ。そのうち20種類はモンスター群の部分群または部分商（英語版）であり、"Happy Family"と呼ばれている。残りの6種類はpariahと呼ばれている。

## 有限単純群の構造
ファイトとトンプソンによる有名な定理によれば、任意の奇数位数の群は可解群である。そのためすべての有限単純群は偶数位数であるか、さもなくば素数位数の巡回群である。
シュライアー予想によれば、任意の有限単純群の外部自己同型群は可解群である。これは先の有限単純群の分類定理を使って証明できる。

## 有限単純群の歴史
有限群の歴史には二つの潮流がある:特定の単純群および単純群の族の発見と構成は1820年代のガロアの仕事から1981年のモンスター群の構成までの間に行われた。そしてその有限群の一覧が完全であるという証明は、19世紀にはじまり、1955年から1983年 (完成が最初に宣言された年) の間にもっとも著しく行われた。しかしそれが一般に終わったと同意されているのは2004年である。2010年現在、証明とその理解の質を向上させる取り組みが続いている。19世紀の単純群の歴史は(Silvestri 1979)を参照。

### 構成
単純群は少なくとも初期のガロア理論のころから研究されてきた。エヴァリスト・ガロアは5次以上の交代群は非可換群でありさらに単純群である (そしてそれゆえ可解群ではない) という事実に気付き、1831年に証明した (これが5次方程式が一般に解けない理由である)。ガロアはまた有限体上の平面の射影特殊線型群PSL(2, p )を構成し、p が2または3でなければこれらの群は単純群になることに気付いた。これは彼のChevalierへの最後の手紙に含まれており、そしてこれが次の単純群の例である。
次の発見はカミーユ・ジョルダンによって1870年になされた。ジョルダンは素数位数の有限体上の行列で構成される単純群の族を4つ発見した。これらは今では古典群として知られている。
同じくらいの時期に、マシュー群と呼ばれエミール・レオナール・マシューによって1861年と1873年に最初に述べられた5種類の群からなる族も、また単純群であることが示された。これらの5種類の群は無限に多くの群を構成できるわけではない方法で作られたので、ウィリアム・バーンサイドは彼の1897年の教科書の中でそれらの群を散在群と呼んだ。
後に古典群についてジョルダンの得た結果は、ヴィルヘルム・キリングによる複素単純リー代数の分類に続いて、レオナルド・ディックソンによって任意の有限体へと拡張された。またディックソンはG2型やE6型の例外的群も構成したが、F4型やE7型やE8型のものは構成しなかった(Wilson 2009, p. 2)。 1950年代にはリー型の群についての研究がまだ続いており、シュヴァレーが1955年の論文で古典群と例外的な群についての一様な構成法を与えた。この方法ではある既知の群 (射影ユニタリー群) が省略されているが、それについてはシュヴァレーの構成法を「ひねる」 (twisting)ことで得られる。残りのリー型の群はスタインベルク、ティッツ、ヘルツィッヒ (3D4(q)と2E6(q)を構成した)、および鈴木とRee (鈴木-Ree群を構成した) によって得られた。
これらの群 (リー型の群、巡回群、交代群、5種類の例外的マシュー群) が完全な一覧であると信じられていたが、マシューの研究から約1世紀経った後、1964年に最初のジャンコ群が発見され、そして1965年から1975年の間に残りの20種類の散在群が発見ないし予想され、ついに1981年、ロバート・グリースがバーント・フィッシャーのモンスター群を構築したと発表した。モンスター群は位数808,017,424,794,512,875,886,459,904,961,710,757,005,754,368,000,000,000という、最大の散在的単純群である。モンスター群は196,884次元グリース代数内の196,883次元の忠実な表現を持つ。つまりモンスター群の元は196,883次正方行列として表現できる。

### 分類
完全な分類は1962年/63年のファイト・トンプソンの定理から始まり、主に1983年まで続いたが、2004年に終了したばかりである、ということが一般的に受け入れられている。
1981年にモンスター群が構成されてからすぐに、群論の研究者たちがすべての有限単純群を分類したという、合計10,000ページにも及ぶ証明が作られ、1983年にダニエル・ゴレンスタインが勝利を宣言した。これは時期尚早だった、というのはいくつかのギャップが、特に準薄群の分類の中で発見されたからである。このギャップは2004年に1300ページに及ぶ準薄群の分類によって埋められており、これは現在は完璧であると一般に受け入れられている。

## 単純群でないことの判定
Sylowの判定法: n を素数でない正の整数とし、 p を n の素因数とする。もし n の約数の中で p を法として1と合同なものが1のみであれば、位数 n の単純群は存在しない。
証明:もし n が素数の冪であれば、位数 n bの群は自明でない中心をもつので、単純群でない。 n が素数の冪でなければ、シロー部分群はすべて真部分群であり、シローの第三定理より、位数 n の群のシロー p-部分群の個数はpを法として1に合同でありnの約数である。そのような数は1だけであるので、シロー p-部分群は一意であり、従って正規部分群である。真の、自明でない正規部分群が存在したので、この群は単純群ではない。
Burnsideの判定法: 非可換な有限単純群の位数は少なくとも3種類の相異なる素数で割り切れる。これはバーンサイドのp-q定理から従う。

## 注